# Cascades Gauthiot
Les cascades Gauthiot són una sèrie de cascades que es consideren una meravella natural al Txad. Estan situades a mig camí del riu Mayo Kébbi, que es troba al sud del Txad. Aigües avall de les cascades, el Mayo Kébbi s'uneix al riu Benue, que en si mateix és afluent del riu Níger, que finalment flueix cap a l'oceà Atlàntic.
Les cascades de Gauthiot no són unes cascada notablement elevada; tot plegat, només tenen una altura de 17 metres. Es consideren d'interès per la seva posició entre els sistemes de drenatge del Mayo Kébbi i el riu Logone.
Els rius Mayo Kébbi i el Logone tenen la seva font en una sèrie de llacs i aiguamolls en una plana, alimentada per la pluja durant la breu temporada de pluges. Una part de l'aigua drena cap al riu Logone, que alimenta el llac Txad, i la resta desguassa cap a el riu Mayo Kébbi, arribant finalment a les cascades de Gauthiot. L'erosió causada pel material que transporta l'aigua desgasta gradualment les cascades, fent que la seva localització es mogui lentament aigües amunt. Segons les especulacions dels geòlegs, d'aquí molts milers d'anys en el futur, l'aigua que baixa per les cascades de Gauthiot anirà erosionant seva posició riu amunt fins a arribar al riu Logone. En aquest punt, les aigües del Logone cauran per la cascada i ja no alimentaran el llac Txad, que es reduirà dràsticament a causa de la pèrdua d'un important subministrament d'aigua.